# フォン・ノイマン＝ウィグナー解釈
フォン・ノイマン＝ウィグナー解釈は、量子測定のプロセスの完了に意識が必要であると仮定される量子力学の解釈である。

## 背景: 量子力学における観測
正統派のコペンハーゲン解釈では、量子力学は、観測されたさまざまな実験結果の確率のみを予測する。何が観測または観測者を構成するのかは、標準的な理論では直接指定されない。系を記述する波動関数は、さまざまな可能性の重ね合わせになる。しかし測定または観測のときの系の振る舞いは、通常とは完全に異なる。観測によって、系を記述する波動関数はいくつかある選択肢の1つに収縮する。観測がされない場合、この収縮は発生せず、どの可能性も起こりうるままである。
波動関数の収縮の仮定を用いない場合、量子的な重ね合わせを測定する観測者は、観測者自身も重ね合わせになり異なる別の結果を見ることが予測される。しかし、実際の経験では、観察者は決して重ね合わせを感じることはなく、常にどれか1つの結果が確実に起こっていると感じる。波動関数の記述と古典的な経験との間のこの見かけ上の矛盾は、観測問題と呼ばれる。

## 解釈
ジョン・フォン・ノイマンは、1932年の著書『量子力学の数学的基礎』で、波動関数の収縮する位置を、測定装置から人間の観察者の「主観的知覚」までの因果連鎖の任意の位置に置くことができると主張した。ノイマンは観測者の意識が波動関数を収縮させるとは述べていないが、そのように解釈する者もいた。1939年、フリッツ・ロンドンとエドモンド・バウアーは後者の境界（意識）を主張した。1960年代、ユージン・ウィグナーは「シュレーディンガーの猫」の思考実験を「ウィグナーの友人」として再定式化し、観察者の意識こそが波動関数の収縮を引き起こす境界線であると提案した。ここで心は非物理的であり、唯一の真の測定装置であると仮定されている。

この解釈は次のように要約されている:

量子力学の法則は正しいが、量子力学で扱うことができる系は1つだけ、つまり物質世界全体である。量子力学では扱えない外部の観察者、つまり人間（そしておそらく動物）の心が存在し、その心は脳の測定を行うことで波動関数の収縮を引き起こす。

ヘンリー・スタップは、この概念を次のように主張している:

量子論の数学の観点からは、測定装置をそれを構成する原子構成要素の集まりと本質的に異なるものとして扱うことは意味がありません。測定装置は物理的な宇宙の単なる一部なのですから...さらに、人間の観察者の意識的な思考は、何らかの測定装置で起こっていることではなく、彼の脳で起こっていることに最も直接的かつ即座に因果関係があるべきです...したがって、私たちの体と脳は...量子力学的に記述された物理的宇宙の一部です。この統一された方法で物理的宇宙全体を扱うことは、概念的に単純で論理的に首尾一貫した理論的基礎を提供します...

## 解釈に対する異議
「ウィグナーの友人」の思考実験には他にも可能な解決策があり、意識が他の物理的プロセスと異なる必要はない。さらに、ウィグナーは晩年に実際にそれらの解釈に移行した（そして「意識が収縮を引き起こす」解釈から離れた）。これは、「意識が収縮を引き起こす」ことが一種の独我論につながることを恥ずかしく思ったという理由もあるが、日常生活の規模で量子物理学を適用しようとするのは間違っていたと判断したためである（具体的には、巨視的な物体を孤立系として扱うという当初の考えを否定した）。
この解釈は、脳を理解するために一般的に用いられ、ほとんどの科学者に受け入れられている唯物論と矛盾する相互作用主義の二元論に依拠している （唯物論は、意識が量子力学に関して特別な役割を持たないと仮定している） 。多くの科学者は物理学の因果的閉鎖を擁護する。つまりこの解釈にはデカルトの実体二元論への反論を彷彿とさせる、意識と物質がどのように相互作用するかという問題があると示唆している。
この解釈は、どのような存在が波動関数を収縮させるのに十分な意識を持っているのかを説明していないことでも批判されている。また、この解釈は意識の重要な役割を仮定しているが、意識が進化または出現する以前の初期の宇宙ではどうなのかという疑問も投げかけられている。「[意識が収縮を引き起こす解釈]は、ビッグバン宇宙論や生物進化の賢明な議論を許さない」と主張されてきた。たとえば、ロジャー・ペンローズは次のように述べている。「この惑星での意識をもつ生命の進化は、さまざまな時期に適切な突然変異が起こったためです。これらはおそらく量子イベントであるため、最終的に意識をもつ存在の進化に至るまで、線形に重ね合わされた形でのみ存在します」。他の人はさらに普遍的な心を仮定する（汎心論を参照）。他の研究者は、波動関数の収縮における主観的要素の導入に対して同様の異議を表明している。

## 検証可能性
量子力学の多くの解釈は、実験に対して同じ結果を予測するため、経験的に区別できない。遅延選択量子消しゴム実験の結果は、この意識による収縮解釈を経験的に反証すると主張されてきた。ただし、干渉パターンは、測定後の検出が同時計数カウンターを使用して相関した後にのみ表示されるため、この議論は無効であることが示された。もしそうでなければ、この実験は過去への情報送信を可能にしてしまう。遅延選択量子消しゴム実験は、この解釈の支持を主張するためにも使用されているが、他の議論と同様に、引用された文献のいずれもこの解釈を証明も反証もしていない。

## 受容
2011年の量子力学の会議では、33人の参加者（物理学者、数学者、哲学者を含む）を対象に世論調査が行われた。参加者の6%（33人中2人）は、観測者が「際立った物理的役割（例えば、意識による波動関数の収縮）を果たしている」と信じていると回答した。55%（33人中18人）は、観測者が「形式論の適用において基本的な役割を果たしているが、際立った物理的役割を果たさない」と信じていると回答した。彼らはまた「コペンハーゲン解釈では意識にそのような役割があるとされることがある。私たちの見解では、これはコペンハーゲン解釈を誤解している」と述べている。

### 量子力学の先駆者の見解
量子力学の創始者の多くは、人間は自然と相互作用することで自然を効果的に調査することができ、この点で量子力学は古典力学と変わらないと考えていた。さらに、ヴェルナー・ハイゼンベルクは、波動関数の収縮、「確率関数の不連続な変化」は、測定の結果が観察者の心に記録されたときに起こると主張した。しかし、これは確率関数を人間の知識のアーティファクトとして理解していたためであり、「可能」から「実際」への物質的な移行の現実は心に依存しないとも主張した。 実在論を信じ、量子力学の理論的完全性を受け入れなかったアインシュタインも同様に、波動関数の単なる認識論的理解を訴えた:
psi関数[すなわち波動関数]は、現実の状況の不完全な記述としてのみ考えられ、この記述の不完全性は、状態の観察によって実際の事実状況の一部しか把握できないという事実によって余儀なくされます。そうであれば、（意識の行為として考えられている）観察が物事の実際の物理的状態に影響を与えるという特異な概念から少なくとも逃れることができます。観察によるpsi関数の変化は、本質的に実際の事実の変化に対応するのではなく、むしろこの事実の問題についての私たちの知識の変化に対応します。
ボーアはまた、彼の相補性などの量子論の哲学的意味にも積極的な関心を持っていた。 彼は、量子論は自然の完全な記述を提供するが、古典力学と確率によってより良く記述される日常の経験には適していないと信じていた。ボーアは、対象が量子でなく古典的になる境界線を指定しなかった。彼はそれが物理学の問題ではなく、哲学や利便性の問題であると信じていた。